# 1-硝基芘
1-硝基芘（英語：1-Nitropyrene）是燃烧的副产品，是柴油发动机排放的主要硝化多环芳烃（芘）。1-硝基芘被列为IARC第2B类致癌物，表明它可能对人类致癌。